# 茨木兆輝
茨木 兆輝（いばらぎ ちょうき、1930年5月11日 - ）は、日本の僧侶。曹洞宗西蓮寺東堂。アジア仏教徒協会会長などを歴任。

## 来歴
佐賀県生まれ。1953年駒澤大学仏教学部禅学科卒業。すぐに永平寺で修行。1978年、長崎県佐世保市西蓮寺住職。
大学時代、児童教育部というサークルに所属し全国をまわる。人形劇グループ「こぐま」を永年にわたって主宰。
佐世保空襲の体験記や戦争の背景を探る論文などを収めた1973年発行「火の雨」（佐世保空襲の記録編集会編）の編集委員。
2011年6月、アジア仏教徒協会会長。アジア仏教徒協会は、2011年に正力松太郎奨励賞、2014年に本賞を受賞した。
保護司、教誨師、老人ホームの生涯教育講師を長年つとめる。させぼ南無の会会長、西蓮寺東堂。

## 受賞
- 2011年 正力松太郎奨励賞（アジア仏教徒協会 ASIAFUND「ABAミャンマー子ども基金」）
- 2014年 正力松太郎本賞（アジア仏教徒協会 ASIAFUND「ABAミャンマー子ども基金」）[6][7]

## 講演など
- 1994年3月 はかた南無の会 講演「いのちを磨く」 [8]
- 2007年7月18日 久田学園佐世保女子高等学校 講演「生きる希望と勇気と 幸せはどこから」[9]
- 2015年2月7日 国際宗教研究所公開シンポジウム「草の根交流と宗教者」（コメンテーター:井上順孝、司会:弓山達也）[10][11]
- 2016年12月8日 「佐世保空襲資料館」開館10周年記念講演会（佐世保空襲犠牲者遺族会主催）[12][13]
- 2019年6月13日 大野ことぶき大学 講座「光をめざして歩もう 」（佐世保市）[14]